# IAAF Diamond League 2018
La IAAF Diamond League 2018 (o semplicemente Diamond League 2018) è la nona edizione della Diamond League, serie di meeting internazionali di atletica leggera organizzata annualmente dalla IAAF.
È iniziata il 4 maggio e termineta il 31 agosto; prevede la presenza di 14 tappe in 13 diversi stati situati in 4 differenti continenti.

## I meeting
| Nº | Meeting                           | Stadio                         | Sede       | Data         | Resoconto |
| -- | --------------------------------- | ------------------------------ | ---------- | ------------ | --------- |
| 1  | Doha Diamond League               | Stadio Qatar SC                | Doha       | 4 maggio     | Resoconto |
| 2  | Shanghai Golden Grand Prix        | Stadio di Shanghai             | Shanghai   | 12 maggio    | Resoconto |
| 3  | Prefontaine Classic               | Hayward Field                  | Eugene     | 25-26 maggio | Resoconto |
| 4  | Golden Gala Pietro Mennea         | Stadio Olimpico                | Roma       | 31 maggio    | Resoconto |
| 5  | Bislett Games                     | Bislett Stadion                | Oslo       | 7 giugno     | Resoconto |
| 6  | Bauhaus-Galan                     | Olympiastadion                 | Stoccolma  | 10 giugno    | Resoconto |
| 7  | Meeting de Paris                  | Stadio Charléty                | Parigi     | 30 giugno    | Resoconto |
| 8  | Athletissima                      | Stade Olympique de la Pontaise | Losanna    | 4-5 luglio   | Resoconto |
| 9  | Meeting international Mohammed VI | Stadio Moulay Abdallah         | Rabat      | 13 luglio    | Resoconto |
| 10 | Herculis                          | Stade Louis II                 | Monaco     | 19-20 luglio | Resoconto |
| 11 | London Anniversary Games          | London Stadium                 | Londra     | 21-22 luglio | Resoconto |
| 12 | Birmingham Grand Prix             | Alexander Stadium              | Birmingham | 18 agosto    | Resoconto |
| 13 | Weltklasse Zürich                 | Stadio Letzigrund              | Zurigo     | 29-30 agosto | Resoconto |
| 14 | Memorial Van Damme                | Stadio Re Baldovino            | Bruxelles  | 30-31 agosto | Resoconto |

## Risultati

### Uomini

#### Corse
| Corse |            |                        |                     |                         |                                 |                                   |                         |                        |                         |                             |
| #     | Meeting    | 100 m                  | 200 m               | 400 m                   | 800 m                           | 1 500 m / Miglio                  | 3 000 m / 5 000 m       | 110 m hs               | 400 m hs                | 3 000 m siepi               |
| 1     | Doha       |                        | Noah Lyles 19"83    | Steven Gardiner 43"87   | Emmanuel Kipkurui Korir 1'45"21 |                                   |                         |                        | Abderrahman Samba 47"57 |                             |
| 2     | Shanghai   | Reece Prescod 10"04    |                     | Steven Gardiner 43"99   | Wycliffe Kinyamal 1'43"91       | Timothy Cheruiyot 3'31"48         |                         | Omar McLeod 13"16      |                         |                             |
| 3     | Eugene     |                        | Noah Lyles 19"69    |                         |                                 |                                   |                         | Omar McLeod 13"01      |                         | Benjamin Kigen 8'09"07      |
| 4     | Roma       | Ronnie Baker 9"93      |                     | Fred Kerley 44"33       | Wycliffe Kinyamal 1'44"65       | Timothy Cheruiyot 3'31"22         |                         |                        | Abderrahman Samba 47"48 |                             |
| 5     | Oslo       |                        | Ramil Guliyev 19"90 |                         |                                 | Elijah Motonei Manangoi 3'56"95   |                         |                        | Abderrahman Samba 47"60 |                             |
| 6     | Stoccolma  |                        | Ramil Guliyev 19"92 |                         |                                 | Ferguson Cheruiyot Rotich 2'14"88 | Selemon Barega 13'04"05 |                        | Abderrahman Samba 47"41 |                             |
| 7     | Parigi     | Ronnie Baker 9"88      |                     |                         |                                 | Timothy Cheruiyot 3'29"71         |                         | Ronald Levy 13"18      | Abderrahman Samba 46"98 |                             |
| 8     | Losanna    |                        | Noah Lyles 19"69    |                         |                                 |                                   | Birhanu Balew 13'01"09  | Sergey Shubenkov 12"88 | Abderrahman Samba 47"42 |                             |
| 9     | Rabat      | Christian Coleman 9"98 |                     | Akeem Bloomfield 44"33  |                                 | Brahim Kaazouzi 3'33"22           | Yomif Kejelcha 7'32"93  |                        |                         | Benjamin Kigen 8'06"19      |
| 10    | Monaco     |                        | Noah Lyles 19"65    |                         |                                 | Timothy Cheruiyot 3'28"41         |                         | Sergey Shubenkov 13"07 |                         | Soufiane El Bakkali 7'58"15 |
| 11    | Londra     | Ronnie Baker 9"90      |                     | Abdalleleh Haroun 44"07 | Emmanuel Kipkurui Korir 1'42"05 |                                   | Paul Chelimo 13'14"01   |                        |                         |                             |
| 12    | Birmingham | Christian Coleman 9"94 |                     | Fred Kerley 45"54       | Emmanuel Kipkurui Korir 1'42"79 |                                   |                         | Orlando Ortega 13"08   |                         | Conseslus Kipruto 8'14"33   |
| 13    | Zurigo     |                        | Noah Lyles 19"67    | Fred Kerley 44"80       |                                 | Timothy Cheruiyot 3'30"27         |                         |                        | Kyron McMaster 48"08    | Conseslus Kipruto 8'10"15   |
| 14    | Bruxelles  | Christian Coleman 9"79 |                     |                         | Emmanuel Kipkurui Korir 1'44"72 |                                   | Selemon Barega 12'43"02 | Sergey Shubenkov 12"97 |                         |                             |

#### Concorsi
| Concorsi |            |                               |                              |                           |                          |                      |                         |                         |
| #        | Meeting    | Salto in lungo                | Salto triplo                 | Salto in alto             | Salto con l'asta         | Getto del peso       | Lancio del disco        | Lancio del giavellotto  |
| 1        | Doha       |                               | Pedro Pablo Pichardo 17.95 m | Mutaz Essa Barshim 2.40 m |                          |                      |                         | Thomas Röhler 91.78 m   |
| 2        | Shanghai   | Luvo Manyonga 8.56 m          |                              |                           | Renaud Lavillenie 5.81 m |                      |                         |                         |
| 3        | Eugene     |                               | Christian Taylor 17.73 m     | Mutaz Essa Barshim 2.36 m |                          | Ryan Crouser 22.53 m |                         | Thomas Röhler 89.88 m   |
| 4        | Roma       | Luvo Manyonga 8.58 m          |                              |                           | Sam Kendricks 5.84 m     |                      | Fedrick Dacres 68.51 m  |                         |
| 5        | Oslo       |                               |                              | Mutaz Essa Barshim 2.36 m |                          | Tomas Walsh 22.29 m  | Andrius Gudžius 69.04 m |                         |
| 6        | Stoccolma  | Juan Miguel Echevarría 8.83 m |                              |                           | Armand Duplantis 5.86 m  |                      | Fedrick Dacres 69.67 m  |                         |
| 7        | Parigi     |                               |                              |                           | Sam Kendricks 5.96 m     |                      | Fedrick Dacres 67.01 m  |                         |
| 8        | Losanna    |                               | Christian Taylor 17.62 m     | Danil Lysenko 2.37 m      |                          | Tomas Walsh 21.92 m  |                         |                         |
| 9        | Rabat      |                               |                              |                           | Sam Kendricks 5.86 m     |                      |                         | Magnus Kirt 89.75 m     |
| 10       | Monaco     |                               | Christian Taylor 17.86 m     | Danil Lysenko 2.40 m      |                          | Ryan Crouser 22.05 m |                         |                         |
| 11       | Londra     | Luvo Manyonga 8.58 m          |                              |                           | Sam Kendricks 5.92 m     |                      |                         |                         |
| 12       | Birmingham |                               |                              | Brandon Starc 2.33 m      |                          |                      |                         | Andreas Hofmann 89.82 m |
| 13       | Zurigo     | Luvo Manyonga 8.36 m          |                              |                           |                          | Tomas Walsh 22.60 m  |                         | Andreas Hofmann 91.44 m |
| 14       | Bruxelles  |                               | Pedro Pablo Pichardo 17.49 m | Brandon Starc 2.33 m      | Timur Morgunov 5.93 m    |                      | Fedrick Dacres 68.67 m  |                         |

### Donne

#### Corse
| Corse |            |                          |                           |                           |                             |                         |                                     |                       |                        |                            |
| #     | Meeting    | 100 m                    | 200 m                     | 400 m                     | 800 m                       | 1 500 m / Miglio        | 3 000 m / 5 000 m                   | 100 m hs              | 400 m hs               | 3 000 m siepi              |
| 1     | Doha       | Marie-Josée Ta Lou 10"85 |                           |                           |                             | Caster Semenya 3'59"92  | Caroline Chepkoech Kipkirui 8'29"05 | Kendra Harrison 12"53 |                        |                            |
| 2     | Shanghai   |                          | Shaunae Miller-Uibo 22"06 |                           |                             |                         |                                     | Brianna McNeal 12"50  | Dalilah Muhammad 53"77 |                            |
| 3     | Eugene     | Marie-Josée Ta Lou 10"88 |                           | Shaunae Miller-Uibo 49"52 | Caster Semenya 1'55"92      | Shelby Houlihan 3'59"06 | Genzebe Dibaba 14'26"89             |                       | Janieve Russell 54"06  |                            |
| 4     | Roma       |                          | Marie-Josée Ta Lou 22"49  |                           |                             |                         |                                     | Sharika Nelvis 12"76  |                        | Hyvin Kiyeng 9'04"96       |
| 5     | Oslo       | Murielle Ahouré 10"91    |                           | Salwa Eid Naser 49"98     | Caster Semenya 1'57"25      |                         |                                     |                       | Dalilah Muhammad 53"65 | Hyvin Kiyeng 9'09"63       |
| 6     | Stoccolma  | Dina Asher-Smith 10"93   |                           | Salwa Eid Naser 49"84     | Shume Chaltu Regasa 2'01"16 | Gudaf Tsegay 3'57"64    |                                     | Brianna McNeal 12"38  |                        |                            |
| 7     | Parigi     |                          | Shericka Jackson 22"05    | Salwa Eid Naser 49"55     | Caster Semenya 1'54"25      |                         |                                     |                       |                        | Beatrice Chepkoech 8'59"36 |
| 8     | Losanna    | Marie-Josée Ta Lou 10"90 |                           | Salwa Eid Naser 49"78     | Francine Niyonsaba 1'57"80  | Shelby Houlihan 3'57"34 |                                     |                       | Shamier Little 53"41   |                            |
| 9     | Rabat      |                          | Shaunae Miller-Uibo 22"29 |                           | Francine Niyonsaba 1'57"90  |                         | Hellen Obiri 14'21"87               | Brianna McNeal 12"51  |                        |                            |
| 10    | Monaco     | Marie-Josée Ta Lou 10"89 |                           | Shaunae Miller-Uibo 48"97 | Caster Semenya 1'54"65      |                         |                                     |                       |                        | Beatrice Chepkoech 8'44"32 |
| 11    | Londra     |                          | Jenna Prandini 22"16      |                           |                             | Sifan Hassan 4'14"71    |                                     | Kendra Harrison 12"36 | Shamier Little 53"95   |                            |
| 12    | Birmingham |                          | Shaunae Miller-Uibo 22"15 |                           |                             | Sifan Hassan 4'00"60    | Agnes Tirop 8'32"21                 |                       | Léa Sprunger 54"86     |                            |
| 13    | Zurigo     | Murielle Ahouré 11"01    |                           |                           | Caster Semenya 1'55"27      |                         | Hellen Obiri 14'38"39               |                       | Dalilah Muhammad 53"88 |                            |
| 14    | Bruxelles  |                          | Shaunae Miller-Uibo 22"12 | Salwa Eid Naser 49"33     |                             | Laura Muir 1'59"93      |                                     | Brianna McNeal 12"61  |                        | Beatrice Chepkoech 8'55"10 |

#### Concorsi
| Concorsi |            |                          |                           |                          |                           |                             |                         |                              |
| #        | Meeting    | Salto in lungo           | Salto triplo              | Salto in alto            | Salto con l'asta          | Getto del peso              | Lancio del disco        | Lancio del giavellotto       |
| 1        | Doha       |                          |                           |                          | Sandi Morris 4.84 m       |                             | Sandra Perković 71.38 m |                              |
| 2        | Shanghai   |                          | Caterine Ibargüen 14.80 m | Mariya Lasitskene 1.97 m |                           | Lijiao Gong 19.99 m         |                         | Huihui Lyu 66.85 m           |
| 3        | Eugene     |                          |                           |                          |                           |                             |                         |                              |
| 4        | Roma       |                          |                           | Mariya Lasitskene 2.02 m |                           |                             | Sandra Perković 68.93 m |                              |
| 5        | Oslo       |                          | Caterine Ibargüen 14.89 m |                          | Sandi Morris 4.81 m       |                             |                         | Tatsiana Khaladovich 67.47 m |
| 6        | Stoccolma  | Lorraine Ugen 6.85 m     |                           | Mariya Lasitskene 2.00 m |                           |                             |                         |                              |
| 7        | Parigi     |                          | Caterine Ibargüen 14.83 m | Mariya Lasitskene 2.04 m |                           |                             | Sandra Perković 68.60 m |                              |
| 8        | Losanna    | Malaika Mihambo 6.90 m   |                           |                          | Katerina Stefanidi 4.82 m |                             |                         | Nikola Ogrodnikova 65.02 m   |
| 9        | Rabat      |                          | Caterine Ibargüen 14.96 m | Mirela Demireva 1.94 m   |                           | Christina Schwanitz 19.40 m |                         |                              |
| 10       | Monaco     |                          |                           |                          | Anzhelika Sidorova 4.85 m | Lijiao Gong 20.31 m         |                         |                              |
| 11       | Londra     | Shara Proctor 6.91 m     |                           | Mariya Lasitskene 2.04 m |                           |                             | Sandra Perković 67.24 m | Huihui Lyu 65.54 m           |
| 12       | Birmingham | Malaika Mihambo 6.96 m   |                           |                          | Sandi Morris 4.62 m       | Christina Schwanitz 18.20 m |                         |                              |
| 13       | Zurigo     |                          | Caterine Ibargüen 14.56 m | Mariya Lasitskene 1.97 m | Katerina Stefanidi 4.87 m |                             |                         | Tatsiana Khaladovich 66.99 m |
| 14       | Bruxelles  | Caterine Ibargüen 6.80 m |                           |                          |                           | Lijiao Gong 19.83 m         | Yaimé Pérez 65.00 m     |                              |